# 比盧普斯 (密西西比州)
比盧普斯（英語：Billups）是位於美國密西西比州朗茲縣的非建制地區。

## 歷史
比盧普斯的郵局於1901年設立，其後於1906年停運。

## 地理
比盧普斯所處的海拔為高於海平面69米（即226英呎），而該地所採用的時區為UTC-6，即北美中部時區（CST）。同時該地設有夏令時間，為UTC-6調快一小時，即UTC-5（CDT）。